# Monthermé
Monthermé je naselje in občina v severnem francoskem departmaju Ardeni regije Šampanja-Ardeni. Leta 1999 je naselje imelo 2.791 prebivalcev.

## Geografija
Kraj se nahaja na severu pokrajine Šampanje ob okljuku reke Meuse in njenem desnem pritoku Semois, 18 km severno od središča departmaja Charleville-Mézières, v bližini meje z Belgijo.

## Uprava
Monthermé je sedež istoimenskega kantona, v katerega so poleg njegove vključene še občine Bogny-sur-Meuse, Deville, Haulmé, Les Hautes-Rivières, Laifour, Thilay in Tournavaux s 13.688 prebivalci.
Kanton je sestavni del okrožja Charleville-Mézières.

## Zanimivosti
- cerkev Saint-Léger iz 12. stoletja,
- opatija Laval-Dieu.